# هروب اضطراري (فلم)
هروب اضطراري هو فيلم أكشن مصري صدر سنة 2017، من إخراج أحمد خالد موسى، وتأليف محمد سيد بشير، وإنتاج ندى السبكي، ومن بطولة أحمد السقا، وأمير كرارة، وغادة عادل، وفتحي عبد الوهاب، ومصطفى خاطر. تنطلق الأحداث عندما تقع جريمة قتل يذهب ضحيتها رجل أعمال يُدعى يحيى زكريا، ويُتهم فيها أربعة أشخاص هم أدهم، مصطفى، يوسف، وندى، وتتصاعد الأحداث حين يسعى الأربعة للتعاون معًا من أجل إثبات براءتهم من التهمة الموجهة إليهم.
حقق الفيلم أعلى إيرادات في شباك التذاكر بين أفلام عيد الفطر 2017، برصيد 55 مليون، وأكثر من 760 ألف جنيه مصري، ويصبح ثاني أعلى فيلم من حيث الإيرادات في تاريخ السينما المصرية بعد فيلم الخلية في عام 2017.

## القصة
تم العثور على رجل الأعمال يحيى زكريا مقتولًا داخل شقته بأحد الأبراج السكنية، ووجّهت التهمة إلى ثلاثة رجال وامرأة بتورطهم في الجريمة. أُلقي القبض على المرأة ورجلين منهم، بينما لا يزال المتهم الرابع فارًّا. أنكر الجميع أي صلة لهم بالجريمة أو بالقتيل، إلا أن بعض سكان البرج شهدوا ضدهم، وكان الشاهد الأساسي محمود زهران، الذي كان متواجدًا داخل الشقة لحظة وقوع الجريمة، حيث اتهمهم باقتحام المكان وسرقة القتيل وقتله. كما أيد حراس أمن البرج هذه الرواية، إذ كانت أسماء المتهمين مُسجلة في دفتر الأحوال.
المتهمون هم أدهم همام، نجل رجل أعمال متوفى، ترك له والده ديونًا للبنوك، التي قامت بالحجز على جميع ممتلكاته. يوسف عثمان، شريك في محل لإصلاح وبيع إكسسوارات الهواتف، يديره مع صديقه عبد الله أبو جبل، وكان دائم الخلاف مع والده. ندى فؤاد، مطلقة ولديها ابنة صغيرة تتنازع على حضانتها مع طليقها، وكانت تعمل في شركة اتصالات لكنها تبحث الآن عن عمل مناسب. مصطفى التركي، معروف بولعه بتربية الحمام، ويعمل في أي شيء يدر عليه المال، حتى لو كان تجارة المخدرات، وهو المتهم الرابع الهارب.
كان ضابط المباحث عصام المحروقي قاسيًا في استجواب المتهمين، حيث لجأ إلى التعذيب الجسدي قبل بدء التحقيق. دفع ذلك أدهم إلى مساومة أحد أمناء الشرطة، عطية، من أجل تهريبه مع يوسف، والسماح لندى بالهرب، إضافة إلى الحصول على نسخة من التحقيقات، مقابل مبلغ مالي تم الاتفاق عليه. وبالفعل، نجحت عملية الهروب، حيث كان أدهم يسعى لجمع المتهمين خارج السجن لمعرفة أسباب الشهادات الملفقة ضدهم، والعثور على مصطفى، الذي كان يبيع المخدرات في البرج وقت وقوع الجريمة. من جهتها، كانت ندى هناك بحثًا عن وظيفة، بينما كان أدهم يتفقد شقة للإيجار، في حين كان يوسف على علاقة غير شرعية بماجدة، وهي امرأة متزوجة تقيم في البرج.
كان أدهم على علاقة عاطفية بالدكتورة ملك غالي، شقيقة الضابط أيمن غالي، المسؤول عن ملاحقة الهاربين، والتي كانت تؤمن ببراءته، إذ كانت تنتظره أمام البرج أثناء زيارته للشقة. طلب منها أدهم بعض المال، بالإضافة إلى معلومات عن تحركات شقيقها، وهو ما اكتشفه الضابط عصام من خلال مراقبة مكالماتها الهاتفية، فواجهها أيمن بذلك، ليجد الأخير نفسه أمام اعتراف شقيقته ببراءة المتهمين، الأمر الذي دفعه إلى التعاطف معهم.
تمكن الهاربون من العودة إلى البرج مرة أخرى، بعد أن أشاعوا بوجود قنبلة بالقرب منه، مما أجبر الشرطة على إخلاء المكان. وعندها، علموا من حراس الأمن أنهم اضطروا للإدلاء بشهادات مزيفة، تحت التهديد وبإغراءات مالية من رجل الأعمال جمال مرسي. بحثوا بعد ذلك عن الشاهد محمود زهران، الذي اعترف لهم تحت التهديد بأن الجريمة وقعت إثر نزاع بين رجال الأعمال جمال مرسي، عماد عبد العظيم، وطاهر مصيلحي، إضافة إلى امرأة تُدعى مريم عباس والقتيل يحيى زكريا، على صفقة تجارية. ثم تطور النزاع بين جمال والقتيل بسبب مريم، ما أدى إلى مقتل يحيى. وخوفًا من اتهامه بالقتل، لجأ جمال إلى رشوة الشهود لتلفيق التهمة لأدهم ومن معه، خاصة أن بعض سكان البرج كانوا قد شاهدوا ثلاثة رجال وامرأة يغادرون الشقة مسرعين.
اتصل المتهمون بالضابط أيمن، الذي تعاطف معهم، واتفق مع الضابط عصام على الإيقاع بجمال مرسي. تم اقتحام مخازنه، ودار اشتباك أسفر عن مقتل يوسف والقبض على جمال. لاحقًا، نشأت علاقة بين ندى ومصطفى، لكن سرعان ما تعرضت ندى لضربة أخرى، حيث تم اختطاف ابنتها من قبل شقيق جمال، الذي سعى للانتقام ممن تسببوا في إعدام أخيه.

## طاقم التمثيل
| الممثل          | الدور                          |
| --------------- | ------------------------------ |
| أحمد السقا      | أدهم محمد عوض عزمي             |
| غادة عادل       | ندى رمزي فؤاد الرملي           |
| أمير كرارة      | مصطفى مختار محمد التركي        |
| مصطفى خاطر      | يوسف محمد عثمان السيد          |
| فتحي عبد الوهاب | الضابط عصام المحروقي           |
| أحمد العوضي     | الرائد أيمن غالي               |
| محمود حجازي     | شريف - ضيف شرف                 |
| محمد علي رزق    | عبدالله - ضيف شرف              |
| دينا الشربيني   | ملك غالي - ضيفة شرف            |
| محمد عادل       | وكيل نيابة - ضيف شرف           |
| عزت أبو عوف     | اللواء حسام - ضيف شرف          |
| بيومي فؤاد      | عطية - ضيف شرف                 |
| محمود الجندي    | محمد عثمان والد يوسف - ضيف شرف |
| أحمد زاهر       | محمود أحمد زهران - ضيف شرف     |
| مصطفى بسيط      | ممرض ضيف شرف                   |
| روجينا          | ماجدة ضيفة شرف                 |
| محمد فراج       | يحيى زكريا - ضيف شرف           |
| باسم سمرة       | جمال محمد مرسي - ضيف شرف       |
| إيمان العاصي    | مريم محمد عباس - ضيفة شرف      |
| محمد شاهين      | عماد سيد عبدالعظيم - ضيف شرف   |
| نبيل عيسى       | طاهر سيد مصيلحي - ضيف شرف      |
| أحمد وفيق       | أيمن منصور - ضيف شرف           |
| عمر السعيد      | ضابط المباحث - ضيف شرف         |
| أحمد فهمي       | حسين أحد الشهود                |
| أحمد حلمي       | ضيف شرف                        |
| شريف عامر       | شخصيته الحقيقية - ضيف شرف      |

- اشترك في التمثيل

| الممثل          | الدور           |
| --------------- | --------------- |
| محمد نشات       | كريم رجل أمن    |
| أحمد راسم       | رجل أمن         |
| محمد فرج        | أمين شرطة       |
| وفيق عباس       | أمين شرطة       |
| أمل أبو رجيلة   | سيدة الجراش     |
| محمد خميس       | أمين شرطة       |
| عاطف عمار       | ملوك            |
| مي حسن          | زوجة عبد الله   |
| أحمد عبد المجيد | ضابط شرطة       |
| برنسة           | سيدة            |
| محمد الطحلاوي   | ضابط شرطة       |
| مازن سالم       | ضابط شرطة       |
| سارة عبد الرحمن | فتاة برج الحمام |
| جنى خالد        | الطفلة          |

## وصلات خارجية
- مقالات تستعمل روابط فنية بلا صلة مع ويكي بيانات